# El Affroun
 (novembre 2023).
Si vous disposez d'ouvrages ou d'articles de référence ou si vous connaissez des sites web de qualité traitant du thème abordé ici, merci de compléter l'article en donnant les références utiles à sa vérifiabilité et en les liant à la section « Notes et références ».
El Affroun (en arabe : العفرون, en tamazight de l'Atlas blidéen : Lɛefṛun, tifinagh : ⵍⵄⴻⴼⵕⵓⵏ), est une commune de la wilaya de Blida en Algérie.

## Géographie

### Localisation
La commune d'El Affroun est située à l'ouest de la wilaya de Blida, à environ 18 km à l'ouest de Blida , à environ 69 km au sud-ouest d'Alger et à environ 39 km de Médéa.
| Ahmar El Aïn (Wilaya de Tipaza)     | Attatba (Wilaya de Tipaza) | Mouzaïa    |
| Ahmar El Aïn (W. Tipaza), Oued Djer | El Affroun                 | Mouzaïa    |
| Oued Djer                           | Aïn Romana                 | Aïn Romana |

### Localités de la commune
Lors du découpage administratif de 1984, la commune d'El Affroun est constituée à partir des localités suivantes :
- El Affroun
- Beni Djemaa
- Bou Roumi Ouled Hamidane
- Kadah ((c'est la Montagne)
- Ouled Hamouda
- Bouyaghrane (c'est la Montagne, proche à Beni Djemaa)
- Beni Mouimen

## Évolution démographique
| 1884  | 1892 | 1897  | 1902  | 2008   |
| ----- | ---- | ----- | ----- | ------ |
| 1 307 | 998  | 1 379 | 1 401 | 34 268 |

## Toponymie
Le nom de la commune provient du mot berbère « ifri » (lui-même issu de la racine berbère FR (effer) signifiant « cacher ») qui signifie « escarpement », « rocher escarpé », « grotte, abri sous roche ».

## Histoire
Aussi loin que les documents historiques en attestent, la région était essentiellement peuplée de tribus berbères telles que les Soumathas, Beni Mouzaia, Beni Menad, Oulad Hamidane, Beni Allel, etc.. Ces tribus occupaient les vastes plaines au sud de la colline nommée El Affroun et vivaient principalement de l'agriculture.
Très peu de vestiges romains subsistent dans la région, la Mitidja romaine est restée à l'écart des grandes villes de la Maurétanie Césarienne et des principaux sentiers qui les reliaient.
La ville d'El Affroun faisait partie des 42 colonies agricoles instaurées par l'administration coloniale française en 1848 (via l'arrêté du 19 septembre 1848), les colonies étaient créées dans la plus grande urgence afin de contenir les manifestations populaires de juin 1848 de Paris, et éloigner ainsi les fauteurs de trouble de la capitale française. L'implantation du village d'El Affroun s'est faite sur le contrebas nord de la colline ; les colons français ont défriché le terrain essentiellement marécageux à cause du Lac Halloula situé plus au nord, puis la construction d'un tunnel a permis d’assécher le lac et ainsi rendre le terrain exploitable. Un plan en damier classique quadrille la ville. Au fil des décennies, la ville d'EL Affroun s'étoffe avec des services propres à tout établissement colonial de l'époque (poste, mairie, église, stade…), mais aussi d'autres édifices viennent s'ajouter après comme l'établissement de crédit, le syndicalisme agricole, la formation professionnelle, les assurances et la coopération avec notamment: une Tabacoop et une grande cave.
Plusieurs fermes et clos agricoles sont implantés autour de la ville du fait de la grande fertilité des plaines de la Mitidja, la ville a d'ailleurs gardé sa vocation agricole jusqu'à présent. La ville abrite aussi un campus de l'Université de Blida.

## Génétique de la population d'El-Affroun
Un test génétique sur la lignée paternelle (Haplogroupe Y) sur un individu de la tribu des Soumatas a révélé leur appartenance à l'haplogroupe E-M183 (sous-clade de l'haplogroupe E-M81) très largement répandu chez les populations berbères à travers tout le Maghreb.
|        | DYS393 | DYS390 | DYS19 | DYS391 | DYS385 | DYS426 | DYS388 | DYS439 | DYS389I | DYS392 | DYS389II |
| Valeur | 13     | 24     | 13    | 9      | 14-14  | 11     | 12     | 12     | 14      | 11     | 30       |

|        | DYS458 | DYS459 | DYS455 | DYS454 | DYS447 | DYS437 | DYS448 | DYS449 | DYS464      |
| Valeur | 17     | 9-9    | 11     | 12     | 23     | 14     | 20     | 32     | 14-16-16-17 |

|        | DYS460 | Y-GATA-H4 | YCAII | DYS456 | DYS607 | DYS576 | DYS570 | CDY   | DYS442 | DYS438 |
| Valeur | 11     | 11        | 19-22 | 15     | 13     | 18     | 22     | 35-36 | 12     | 10     |

## Infrastructures

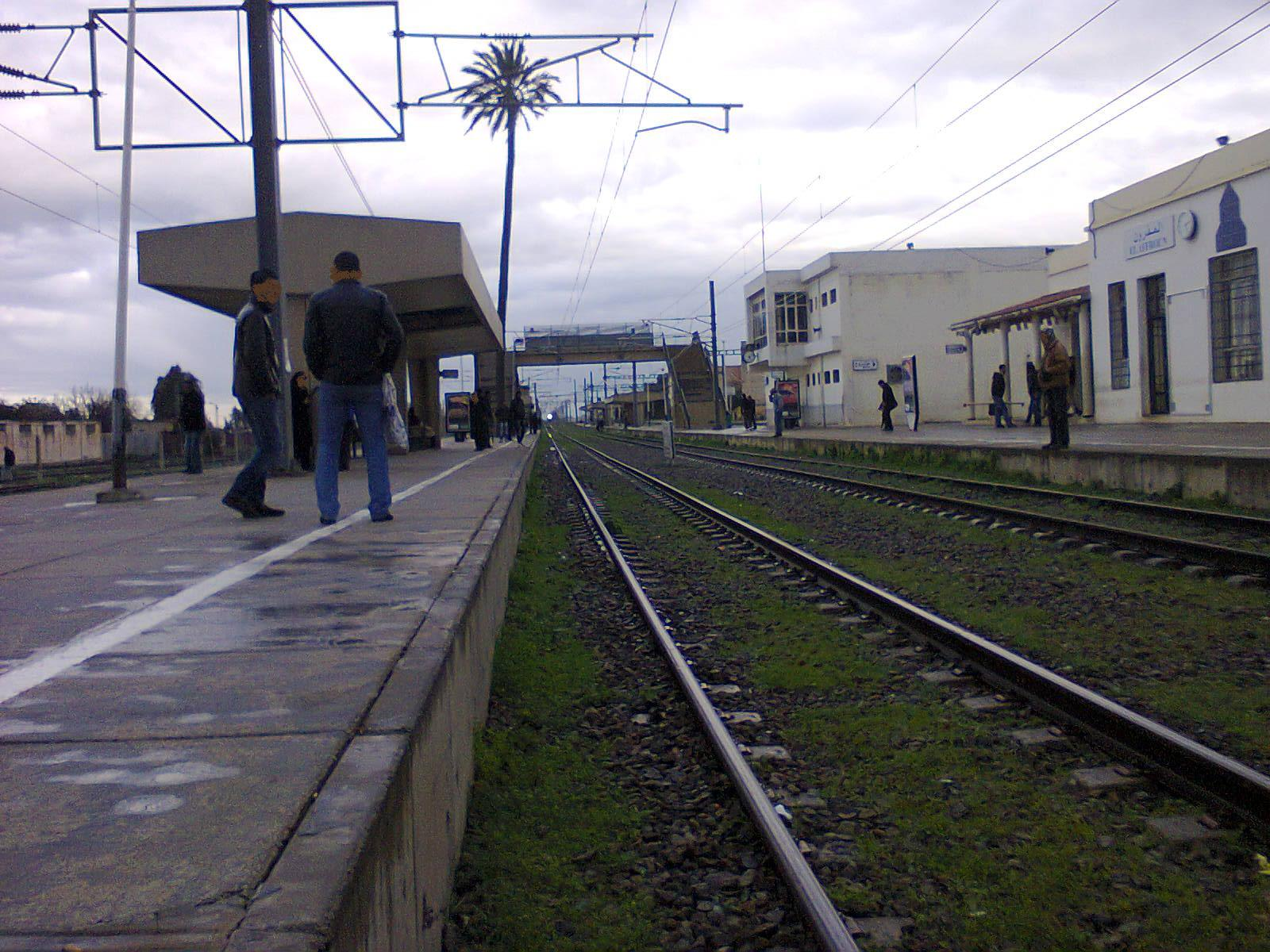
La gare ferroviaire d'El Affroun, Blida.

### Transports
El Affroun compte une gare ferroviaire, point de départ-arrivée d'une double voie électrifiée (mise en service en 2008) vers-depuis la capitale Alger en passant par la ville de Blida.
Vers l'ouest, la voie est classique et constitue la porte du réseau de l'ouest algérien desservant les grandes villes de Chlef, Aïn Témouchent, Oran, etc.

### Enseignement supérieur
La ville dispose d'un nouveau pôle universitaire rattachée à l'Université de Blida⁣ ; des cités universitaires pour étudiants sont édifiées.

## Personnalités liées à la commune
- Pierre Garcia (né en 1943), footballeur et entraîneur français, est né à El Affroun.